# Trehörningsjö landskommun
Trehörningsjö landskommun var en tidigare kommun i Västernorrlands län.

## Administrativ historik
Kommunen inrättades den 1 januari 1885 i en del av Gideå landskommun (Trehörningsjö församling).
Kommunen påverkades inte av kommunreformen 1952 och förblev oförändrad fram till år 1971 då den kom att bli en del av den nya Örnsköldsviks kommun.
Kommunkod 1952-1970 var 2236.

### Kyrklig tillhörighet
I kyrkligt hänseende tillhörde kommunen Trehörningsjö församling.

## Geografi
Trehörningsjö landskommun omfattade den 1 januari 1952 en areal av 294,80 km², varav 266,00 km² land.

### Tätorter i kommunen 1960
I Trehörningsjö landskommun fanns tätorten Trehörningsjö, som hade 455 invånare den 1 november 1960. Tätortsgraden i kommunen var då 31,3 procent.

## Politik

### Mandatfördelning i valen 1942-1966
| 10 | 10 |

| 20 |

| 6 | 14 |

| 20 |

| 8 | 1 | 5 | 3 | 3 |

| 20 |

| 5 | 9 | 6 |

| 20 |

| 7 | 9 | 4 |

| 20 |

| 7 | 5 | 3 | 5 |

| 20 |

| 7 | 7 | 6 |

| 20 |